# Sauk (popolo)

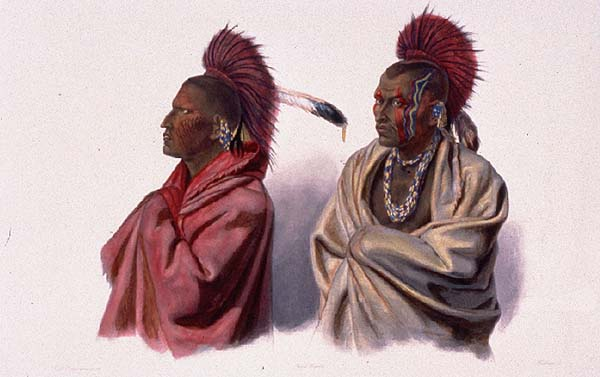
Massika, un indiano Sauk, a sinistra e Wakusasse, dei Meskwaki, a destra. Di Karl Bodmer, acquatinta fatto a Saint Louis (Missouri) a marzo o aprile 1833 quando Massika chiedeva il rilascio di capo Falco Nero dopo la guerra di Falco Nero

I Sac o Sauk sono un gruppo di nativi americani appartenenti al gruppo culturale delle Eastern Woodlands. Il loro autonimo è oθaakiiwaki, mentre l'esonimo è Ozaagii(-wag) in lingua ojibway. Quest'ultimo è la fonte del loro nome in francese ed inglese.

## Sistema dei clan
Originariamente i Sauk avevano un sistema a clan patrilineare, nel quale la discendenza era tracciata dal padre. I clan che proseguono questo schema sono: Pesce, Oceano, Tuono, Orso, Volpe, Patata, Cervo, Castoro, Neve e Lupo. La tribù era governata da un consiglio di sacri capi clan, un capo di guerra, i capi delle famiglie ed i guerrieri. I capi si dividevano in tre categorie: civili, guerrieri e cerimoniali, ma solo il titolo di capo civile era ereditario. Per ottenere gli altri due bisognava mostrare le proprie abilità o il proprio potere spirituale.
Questo metodo di scelta tradizionale dei capi clan fu sostituito nel XIX secolo quando gli Stati Uniti d'America nominarono un agente di Sac e Fox. Nel XX secolo la tribù adottò un governo costituzionale simile allo stile statunitense.

## Storia

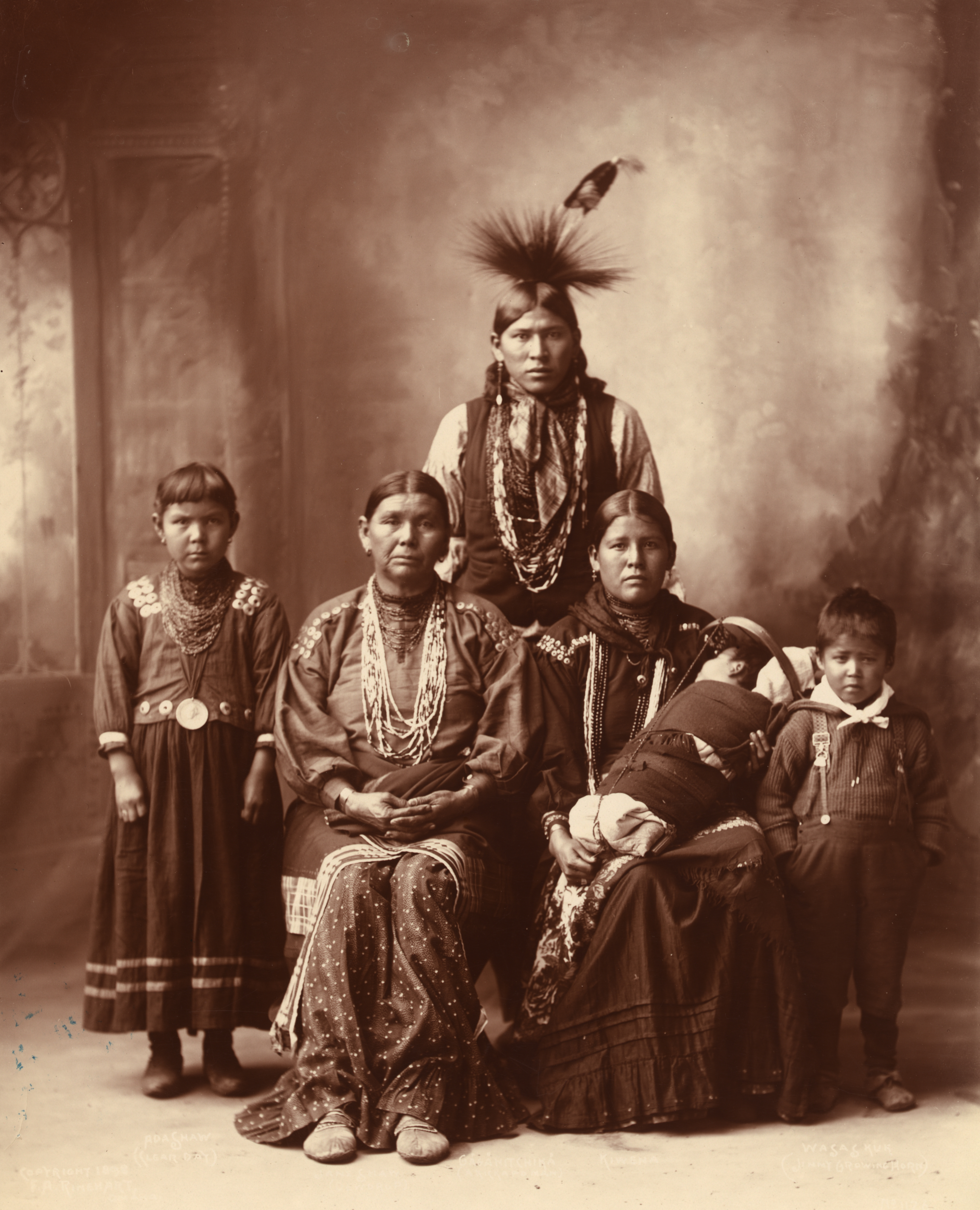
Famiglia Sac fotografata da Frank Rinehart nel 1899

Si crede che i Sauk fossero originariamente stanziati lungo il fiume San Lorenzo. Si spostarono per la pressione delle altre tribù, soprattutto gli Irochesi, per cui migrarono nel Michigan dove occuparono l'area attorno a Saginaw Bay. A causa del giallo suolo argilloso di Saginaw Bay il loro autonimo fu Oθaakiiwaki (spesso interpretato come "terra-gialla"). Il nome dato da Ojibway e Odawa alla tribù (esonimo) fu Ozaagii, che significava "quelli alla foce". Da questo suono i francesi derivarono il termine Sac e gli inglesi il termine Sauk. L'espansione Anishinaabeg ed il tentativo degli Uroni di riprendersi il controllo del territorio allontanarono i Sac. Gli Uroni erano armati dai francesi. I Sac si diressero a sud in una zona che oggi è divisa tra Illinois settentrionale e Wisconsin.
Una tribù loro alleata, i Meskwaki (Fox), erano famosi per la loro ostilità nei confronti dei francesi, avendo combattuto guerre contro di loro all'inizio del XVIII secolo. Dopo la seconda guerra i profughi Fox si rifugiarono presso i Sac, rendendoli così oggetto degli attacchi francesi. I Sac continuarono a spostarsi ad ovest fino in Iowa ed in Kansas. Due importanti capi si fecero strada tra i Sac: Keokuk e Falco Nero. All'inizio Keokuk accettò la perdita della terra come inevitabile a causa del numero elevato di guerrieri e coloni bianchi diretti ad ovest. Cercò di conservare la terra tribale e di mantenere la pace.
Non essendo riuscito ad ottenere dagli americani rifornimenti e provviste a credito, Falco Nero decise di combattere dicendo al proprio popolo che erano stati "costretti ad entrare in guerra essendo stati ingannati". Guidati da Falco Nero nel 1832, la principale tribù Sac si oppose alla continua perdita di terre (in Illinois occidentale, questa volta). La guerriglia con gli Stati Uniti terminò con una sconfitta per mano del generale Edmund Pendleton Gaines nella guerra di Falco Nero.
Verso questo periodo un gruppo di Sac si trasferì in Missouri, e da lì in Kansas e Nebraska. Nel 1869 il più numeroso gruppo di Sac si spostò nelle riserve dell'Oklahoma, dove la loro fusione con i Meskwaki fu riconosciuta federalmente come Nazione Sac e Fox. Un piccolo gruppo fece ritorno nel Midwest dall'Oklahoma (o non ci andarono) e divennero la tribù Mesquakie nello Iowa.
Oggi le tribù Sac e Fox riconosciute federalmente sono:
- Nazione Sac e Fox situata a Stroud (Oklahoma)
- Tribù Sac e Fox del Mississippi nello Iowa, situata a Tama (Iowa)
- Nazione Sac e Fox del Missouri in Kansas e Nebraska, situati a Reserve (Kansas)[2]

## Lingua
La lingua Sauk (o Sac) fa parte della famiglia delle lingue algonchine. Si tratta di un parente molto stretto delle varianti parlate da Fox e Kickapoo, tanto che le tre vengono spesso definite dai linguisti come dialetti della stessa lingua. Ogni dialetto contiene arcaismi ed innovazioni che lo distinguono dagli altri, e Sauk e Fox sembrano essere i due più legati dei tre (Goddard 1978). Il Sauk è anche considerato mutualmente intelligibile con il Fox. Nella loro lingua i Sauk un tempo si definivano asakiwaki [a-‘sak-i-wa-ki], "persone della foce" (Bonvillain 1995).
I Sauk hanno un'ortografia sillabica e ne esiste un Primer Book stampato nel 1977 (basato su una sillabazione "tradizionale" esistita nel 1906), tanto che i moderni Sauk possono imparare a scrivere e parlare la loro lingua ancestrale. Una nuova ortografia fu proposta verso il 1994 per aiutare la nuova gente ad impararla, dato che la precedente era indirizzata ai pochi rimasti in grado di parlare il Sauk. L'ortografia più recente è stata studiata per essere più semplice per chi parla l'inglese.
La lingua Sauk ha così poche persone che la parlano che è una delle molte lingue native statunitensi a rischio di estinzione.
Nel 2012 la Shawnee High School di Shawnee (Oklahoma) iniziò a proporre un corso di lingua Sauk.

### Fonologia
Il Sauk non ha molti fonemi paragonato a molte altre lingue:  quattro vocali, due semi-vocali ed otto consonanti.

#### Consonanti
La consonante glottidale fricativa afona /h/ è stata omessa nel sillabario del 1977, ma è poi stata aggiunta di nuovo nelle successive edizioni dato che permette di distinguere i suoni della lingua Sauk.. Potrebbe essere importante notare che tutte le consonanti Sauk sono afone, con l'eccezione delle nasali.
Le tre nasali hanno due allofoni ognuna:
/p/ → [p, b]
/t/ → [t, d]
/k/ → [k, g]

#### Semi-vocali
Müller (1994) utilizza la trascrizione fonetica statunitense dell'approssimante palatale, /y/, nel suo articolo, ma l'International Phonetic Alphabet viene invece usato nello schema qui sopra, trascrivendo il fonema come /j/.

#### Vocali
La lunghezza delle vocali è importante nella lingua Sauk. Müller presenta quattro vocali, ognuna con due allofoni:
/ɑ/ → [ɑ, ɑː]
/e/ → [e, eː]
/i/ → [i, iː]
/o/ → [o, oː]

#### Intonazione e tono
Anche intonazione e tono sono importanti quando si parla il Sauk.

### Sillabe e morfologia
Il Sauk è una lingua polisintetica, ovvero vengono utilizzati affissi per modificare le parole. Per questo l'ortografia del Sauk prevede che le parole siano scritte separando ogni sillaba per aiutarne l'apprendimento.
Le lingue Sac e Fox sono entrambe note per la "deglutizione" delle sillabe che si trovano in posizione finale, il che può rendere più difficoltosa l'identificazione dei singoli suoni.

### Ortografia
Due esempi di lingua Sauk scritta come presentati da Muller (1994):
()
()

## Nomi geografici
Il lago Osakis in Minnesota centro-occidentale, il fiume Sauk, che esce dal lago Osakis, e le città di Osakis, Sauk Centre e Sauk Rapids derivano tutte il nome da un piccolo gruppo di Sac che si accampò lungo le coste del lago Osakis. Erano stati banditi dalla loro tribù per omicidio. Secondo la tradizione orale Anishinaabe questi cinque Sac furono uccisi dai Dakota locali alla fine del XVIII secolo.
Tra i luoghi che portano il nome di "Sauk" ci sono: 
- Iowa: Sac City, contea di Sac e Sac Township.
- Illinois: Sauk Village; Sauk Valley; Sauk Trail, una strada a sud di Chicago che si dice segua un antico percorso indiano; Johnson-Sauk Trail State Recreation Area; e Black Hawk College.
- Michigan: Si crede che il termine Saginaw significhi "dovo erano i Sauk" in lingua Ojibway.
- Minnesota: Sauk Centre, Le Sauk, Little Sauk, lago Osakis, fiume Sauk, Sauk Rapids.
- Missouri: Sac Township.
- North Dakota: Sauk Prairie e Sauk Valley.
- Wisconsin: Prairie du Sac, Sauk City, Saukville, contea di Sauk e contea di Ozaukee.

## Personalità Sauk famose
- Falco Nero
- Keokuk
- Do-Hum-Me
- Quashquame
- Jim Thorpe